# Sjogerstads socken
Sjogerstads socken i Skaraborgs län, Västergötland ingick i Gudhems härad och är sedan 1971 en del av Skövde kommun, från 2016 inom Sjogerstad-Rådene distrikt.
Socknens areal är 18,05 kvadratkilometer varav 17,97 land. År 1952 fanns här 380 invånare.  Kyrkbyn Sjogerstad med sockenkyrkan Sjogerstads kyrka ligger i socknen.

## Administrativ historik
Socknen har medeltida ursprung. 1552 införlivades Regumatorps socken.
Vid kommunreformen 1862 övergick socknens ansvar för de kyrkliga frågorna till Sjogerstads församling och för de borgerliga frågorna bildades Sjogerstads landskommun. Landskommunen uppgick 1952 i Skultorps landskommun som 1971 uppgick i Skövde kommun. Församlingen uppgick 1992 i Sjogerstad-Rådene församling som 2010 uppgick i Skultorps församling.
1 januari 2016 inrättades distriktet Sjogerstad-Rådene, med samma omfattning som Sjogerstad-Rådene distrikt församling hade 1999/2000 och fick 1992, och vari detta sockenområde ingår.
Socknen har tillhört län, fögderier, tingslag och domsagor enligt vad som beskrivs i artikeln Gudhems härad. De indelta soldaterna tillhörde Skaraborgs regemente Livkompaniet och Västgöta regemente, Gudhems kompani.

## Geografi
Sjogerstads socken ligger söder om Skövde. Socknen är en odlad slättbygd i väster och en skogsbygd i öster.

## Fornlämningar
Från järnåldern finns gravar, stensättningar och domarringar. På kyrkogården finns en gravsten försedd med en runinskrift.

## Namnet
Namnet skrevs 1288 Sigualzstadum och kommer från kyrkbyn. Efterleden är sta(d), 'plats, ställe'. Förleden innehåller mansnamnet Sigvald.